# Брассиностероиды

Брассинолид — первый выделенный брассиностероид

Брассиностероиды — фитогормоны класса стероидов, поддерживающие нормальное функционирование иммунной системы растения, особенно в неблагоприятных условиях, например, при пониженных температурах, заморозках, затоплении, засухе, болезнях, действии пестицидов, засолении почвы и др.
Брассиностероиды — стрессовые адаптогены, обладающие сильной ростостимулирующей активностью. Содержатся в каждой растительной клетке в очень малом количестве. Концентрация ферментов биосинтеза брассиностероидов наиболее высока в молодых тканях растения: этиолированных проростках, меристемах, флоральных примордиях, развивающейся пыльце.
Первый представитель группы брассиностероидов — брассинолид — был выделен американскими учеными в 1979 году в виде кристаллического вещества в количестве 4 мг из 40 кг собранной пчёлами пыльцы рапса (Brassica napus).
К настоящему времени известно более шестидесяти брассиностероидов: из настоящего каштана (Castanea sativa) был выделен кастастерон, из рогоза (Typha) — тифастерол, из чая (Thea) — теастерон, из катарантуса (Catharanthus) — катастерон и т. д.
Низкое содержание брассиностероидов в растениях обусловливает исключительную роль химического синтеза как основного источника этих фитогормонов для всестороннего изучения и практического использования. Первым брассиностероидом, полученным синтетическим путём, стал эпибрассинолид, абсолютно идентичный природному растительному гормону.